# Слуцкая епархия
Слу́цкая епа́рхия (бел. Слуцкая епархія) — епархия Белорусской православной церкви на территории Клецкого, Копыльского, Любанского, Несвижского, Слуцкого, Солигорского и Стародорожского районов Минской области Беларуси. Входит в состав Минской митрополии.

## История
Указом императрицы Екатерины II от 27 марта 1785 года Слуцк стал кафедрой для полусамостоятельной Переяславской епархии для управления православными приходами в пределах Речи Посполитой. Архиерейская резиденция утвердилась в Слуцком Свято-Троицком монастыре. 13 апреля 1793 года, после Второго раздела Речи Посполитой и присоединения Слуцка к России, вместо этой кафедры была учреждена Минская епархия, но её центр на деле оставался в Слуцке до 1799 года.
В феврале 1912 года, тяжело болевший и с трудом исполнявший административные функции архиепископ Минский Михаил (Темнорусов) обратился в Святейший правительствующий синод с прошением о назначении ему в помощь викария, прося Синод учредить в Минской епархии викариатство с наименованием викария епископом Слуцким и назначением вместо правящего архиерея «настоятелем минского Свято-Духова первоклассного необщежительного монастыря, где он и должен иметь местопребывание». 23 февраля 1912 года в Царском Селе Николай II подписал синодальное ходатайство, начертав: «Быть по сему».
Пресеклось в 1933 году, однако на короткий срок возрождалось в 1941—1942 годах.
22 сентября 2014 года Синод Белорусской православной церкви обратился к патриарху Московскому и всея Руси и Священному синоду Русской православной церкви с просьбой образовать новые епархии в пределах Минской области, в том числе Слуцкую. 23 октября 2014 года решением Священного синода Русской православной церкви образована самостоятельная Слуцкая епархия.

## Епископы
Слуцкое викариатство Минской епархии
- Иоанн (Поммер) (11 марта 1912 — 4 апреля 1913)
- Феофилакт (Клементьев) (4 апреля 1913 — 17 ноября 1917)
- Мелхиседек (Паевский) (26 июня 1919—1921)
- Владимир (Кириллов) (осень 1921—1922) уклонился в обновленчество
- Николай (Шеметилло) (март 1923 — 23 июня 1933)
- Филофей (Нарко) (23 ноября 1941—1942)

Слуцкая и Солигорская епархия
- Антоний (Доронин) (3 января 2015 — 9 июня 2021)
- Вениамин (Тупеко) (9 июня 2021 — 5 июня 2022) в/у, митр. Минский
- Евсевий (Тюхлов) (5 июня — 13 октября 2022)
- Вениамин (Тупеко) (с 13 октября 2022)  в/у, митр. Минский